# چیپریان تاتاروشانو
انتون چیپریان تاتاروشانو (رومانیایی: Anton Ciprian Tătărușanu؛ زادهٔ ۹ فوریهٔ ۱۹۸۶) بازیکن فوتبال اهل رومانی است که برای باشگاه ابها بازی می کند.
از باشگاه‌هایی که در آن بازی کرده‌است می‌توان به استوا بخارست، فیورنتینا، نانت، لیون و میلان اشاره کرد.
وی همچنین در تیم ملی فوتبال رومانی بازی کرده‌است.